# Massa-aanranding in Egypte
Massa-aanranding in de publieke ruimte in Egypte wordt beschreven sinds 2005. Hierbij wordt de term taharrush gama'i (Arabisch: تحرش جماعي - taḥarrush ǧamāʿī) gebruikt.

## Geschiedenis
Op 25 mei 2005 (Zwarte Woensdag) werden vrouwelijke demonstranten en journalisten in Caïro aangevallen door groepen provocateurs die per bus aankwamen terwijl de politie toekeek en niets deed om de aanvallen te stoppen. Vanaf 2011 kwamen de aanvallen op vrouwen meermaals voor, met name in tijden van verhoogde politieke spanning. Tussen juni 2012 en juni 2014 rapporteerden Egyptische mensenrechtenorganisaties 500 gevallen. De aanvallen op buitenlandse journalistes brachten het probleem onder internationale aandacht. 
Behalve tijdens politieke bijeenkomsten komen de aanvallen ook voor tijdens feestdagen.
Taharrush gama'i werd in verband gebracht met de Aanrandingen op oudejaarsavond 2015 in Keulen.

## Methode
In een grote menigte wordt een vrouw omcirkeld en betast. Aan de buitenkant van de cirkel weren de mannen omstanders af, die de vrouw proberen te ontzetten. De aanvallen duren van enkele minuten tot meer dan een uur. Het slachtoffer wordt betast bij de borsten, schaamstreek en bips en (deels) ontkleed. In een aantal gevallen werden vingers of scherpe voorwerpen in de vagina ingebracht. Vrouwen werden in verwarring gebracht doordat daders zich voordeden als redders terwijl ze in werkelijkheid meededen met de groep.

## Achtergrond en motieven
Amnesty International en actiegroepen stellen dat in ieder geval een deel van de aanvallen zijn georganiseerd om politieke tegenstanders te intimideren.
Seksuele intimidatie aanranding en huiselijk geweld komen veel voor in Egypte. Volgens een onderzoek uit 2008 van het Egyptische Centrum voor Vrouwenrechten is 98% van de buitenlandse vrouwen in Egypte slachtoffer en 83% van de Egyptische vrouwen. Volgens een studie uit 2013 in opdracht van een VN-organisatie heeft 99,3% van de Egyptische vrouwen ervaring met enige vorm van seksuele intimidatie en 91,5% met ongewenste aanraking.
De wetgeving in deze schiet tekort en de aangiftebereidheid is laag. De omgeving van het slachtoffer en de politie nemen de zaken niet serieus en het slachtoffer loopt het risico na haar traumatische ervaring te worden onderworpen aan een maagdelijkheidstest.
De Egyptische jeugd is seksueel gefrustreerd door een taboe op seks, de segregatie naar sekse en een tekort aan financiële middelen om te kunnen trouwen terwijl seks voor het huwelijk verboden is.